# Alfabet castellà
L'alfabet castellà és el sistema d'escriptura de la llengua castellana, basat en una variant de l'alfabet llatí, i fixat en l'actualitat per la institució reguladora de la llengua, la Reial Acadèmia Espanyola. Està format per 27 lletres:
A, B, C, D, E, F, G, H, I, J, (K), L, M, N, Ñ, O, P, Q, R, S, T, U, V, (W), X, Y, Z
Les lettres K i W només s'utilitzen en préstecs estrangers i en noms propis.
Té les mateixes lletres de l'alfabet català i a més a més la lletra Ñ (eñe). Antigament els dígrafs Ch (che o ce hache) i Ll (elle) eren considerats com a lletres de l'alfabet. La lletra ñ representa un so palatal (corresponent al representat pel dígraf ny en català). El dígraf ch correspon al català tx, i els dígrafs ll i rr (doble erre) representen els mateixos sons que en català.
Cal tenir en compte l'especial situació dels dígrafs ch i la ll. Tradicionalment s'alfabetitzaven després de la c i la l, respectivament, però el 1994 la Reial Acadèmia Espanyola, juntament amb les diverses acadèmies dels països castellanoparlants, va canviar aquesta regla amb la intenció d'apropar l'ordre dels diccionaris als de les altres llengües amb el mateix alfabet, per tal de facilitar l'aprenentatge de la llengua castellana.
A part del que s'ha dit, en castellà s'utilitzen les cinc vocals amb accent agut per trencar diftongs i per assenyalar la vocal tònica (á, é, í, ó, ú). També s'utilitza la lletra u amb dièresi (ü) a les síl·labes güe i güi, per indicar de manera paral·lela a com es fa en català que aquestes u es pronuncien, ja que gue i gui són dos dígrafs que representen un so davant e, i diferent de ge, gi.